# Monotes
Monotes là một chi thực vật thuộc họ Dipterocarpaceae. Chi có khoảng 44 loài. Danh lục sau dựa trên cơ sở dữ liệu về họ Dipterocarpaceae do Royal Botanic Garden, Edinburgh duy trì và cập nhật.
- Monotes adenophyllus Gilg
- Monotes africanus A.DC.
- Monotes angolensis De Wild.
- Monotes autennei P.A.Duvign.
- Monotes caloneurus Gilg
- Monotes carrissoanus H.H.Bancr.
- Monotes dasyanthus Gilg
- Monotes dawei H.H.Bancr.
- Monotes discolor R.E.Fr.
- Monotes doryphorus P.A.Duvign.
- Monotes elegans Gilg
- Monotes engleri Gilg
- Monotes gigantophyllus P.A.Duvign.
- Monotes gilgii Engl.
- Monotes gilleti De Wild.
- Monotes glaber Sprague
- Monotes glandulosus Pierre
- Monotes gossweileriDe Wild
- Monotes hutchinsonianus Exell
- Monotes hypoleucus (Welw. ex Oliv.) Gilg
- Monotes kapiriensis De Wild.
- Monotes katangensis (De Wild.) De Wild.
- Monotes kerstingii Gilg
- Monotes loandensis Exell
- Monotes lukuluensis Hutch.
- Monotes lutambensis Verdc.
- Monotes madagascariensis Humbert
- Monotes magnificus Gilg
- Monotes mutetetwa P.A.Duvign.
- Monotes noldeae H.H.Bancr.
- Monotes nyasensis Hutch. ex H.H.Bancr.
- Monotes oblongifolius Hutch.
- Monotes oxyphyllinus P.A.Duvign.
- Monotes pearsonii H.H.Bancr.
- Monotes pwetoensis Robyns ex H.H.Bancr.
- Monotes redheadii P.A.Duvign.
- Monotes rubriglans H.H.Bancr.
- Monotes rufotomentosus Gilg
- Monotes schmitzii P.A.Duvign.
- Monotes stevensonii Burtt Davy ex H.H.Bancr.
- Monotes thomasi De Wild.
- Monotes tomentellus Hutch. & Milne-Redh.
- Monotes verdicki De Wild.
- Monotes xasenguensis H.H.Bancr.